# Wspomnienia pewnego turysty
Wspomnienia pewnego turysty (fr. Mémoires d'un touriste) – zbiór dzienników podróży (powieść) Stendhala wydany w Paryżu w 1838 w dwóch tomach.
Na kartach tego dzieła po raz pierwszy użyto terminu "turysta" dla opisania przygód młodego człowieka, jeżdżącego po Europie bez specjalnego, utylitarnego celu, dla poznania nowych miejsc i osób. Termin "turysta" znalazł się w słowniku Akademii Francuskiej dopiero czterdzieści lat później (1878).